# Luc-Adolphe Tiao

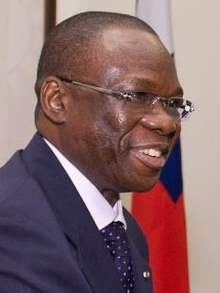
Luc-Adolphe Tiao, 2012

Luc-Adolphe Tiao (* 4. Juni 1954 in Tenkodogo, Obervolta, heute Burkina Faso) ist ein Diplomat und Politiker aus dem westafrikanischen Staat Burkina Faso. Tiao ist Mitglied des CDP.

## Leben
Tiao studierte von 1977 bis 1980 an der Universität Dakar Journalismus und anschließend Recht in Ouagadougou. Seine berufliche Laufbahn war lange Zeit von diesem Hintergrund geprägt, Tiao bekleidete verschiedene Funktionen in den Medien, in der Verwaltung und in der Diplomatie. Vor seiner Ernennung zum Premierminister war er seit 2008 Botschafter Burkina Fasos in Frankreich.
Im Rahmen einer Regierungsumbildung als Reaktion auf Unruhen und Meutereien einzelner Truppen- und Polizeiorgane wurde Tiao am 18. April 2011 durch den Präsidenten Blaise Compaoré zum Premierminister von Burkina Faso ernannt.
Am 30. Oktober 2014 wurde die Regierung und damit Premierminister Tiao vom Militär entmachtet.